# Lonchaea corticis
Lonchaea corticis är en tvåvingeart som beskrevs av Taylor 1928. Lonchaea corticis ingår i släktet Lonchaea och familjen stjärtflugor. Inga underarter finns listade i Catalogue of Life.